# Лаптев, Епифан Тарасович
Епифан Тарасович Лаптев (15 августа 1896 года, село Бородино — 2 ноября 1977 года) — старший конюх колхоза имени Ворошилова Зыряновского района Восточно-Казахстанской области, Казахская ССР. Герой Социалистического Труда (1949).
Родился в 1896 году крестьянской семье в селе Бородино. В 1929 году вступил в местный колхоз. С 1946 по 1958 года — конюх, старший конюх в колхозе имени Ворошилова (позднее — совхоз «Никольский») Зыряновского района. В 1946 году был назначен старшим конюхом.
В 1948 году бригада Епифана Лаптева вырастило 27 жеребят от 27 кобыл. За получение высокой продуктивности животноводства в 1948 году при выполнении колхозом обязательных поставок сельскохозяйственных продуктов и плана развития животноводства по всем видам скота удостоен звания Героя Социалистического Труда указом Президиума Верховного Совета СССР от 4 июля 1949 года c вручением ордена Ленина и золотой медали «Серп и Молот».
В 1958 году вышел на пенсию. Скончался в 1977 году.
Награды
- Герой Социалистического Труда
- Орден Ленина
- Орден Трудового Красного Знамени (2.09.1948)